# Rasošky
Rasošky település Csehországban, Náchodi járásban. Rasošky Smržov, Vlkov, Jaroměř és Nový Ples településekkel határos. Lakosainak száma 706 fő (2024. január 1.).

## Népesség
A település lakosságának változását az alábbi diagram mutatja:
| Lakosok száma | 792  | 945  | 836  | 628  | 617  | 643  | 689  | 695  | 672  | 706  |
|               | 1869 | 1900 | 1921 | 1961 | 1980 | 2011 | 2016 | 2019 | 2021 | 2024 |